# Municipio de Mazeppa (Dakota del Sur)
El municipio de Mazeppa (en inglés: Mazeppa Township) es un municipio ubicado en el condado de Grant en el estado estadounidense de Dakota del Sur. En el año 2010 tenía una población de 112 habitantes y una densidad poblacional de 0,83 personas por km².

## Geografía
El municipio de Mazeppa se encuentra ubicado en las coordenadas 45°11′26″N 96°58′38″O / 45.19056, -96.97722. Según la Oficina del Censo de los Estados Unidos, el municipio tiene una superficie total de 135.14 km², de la cual 134,06 km² corresponden a tierra firme y (0,8 %) 1,09 km² es agua.

## Demografía
Según el censo de 2010, había 112 personas residiendo en el municipio de Mazeppa. La densidad de población era de 0,83 hab./km². De los 112 habitantes, el municipio de Mazeppa estaba compuesto por el 99,11 % blancos, el 0,89 % eran amerindios. Del total de la población el 0 % eran hispanos o latinos de cualquier raza.